# 3D Tetris
3D Tetris è un videogioco rompicapo del 1996 sviluppato da T&E Soft e pubblicato da Nintendo per Virtual Boy. Il gioco è una variante tridimensionale di Tetris.